# George H. W. Bush
Pour les articles homonymes, voir George Herbert Walker (homonymie), George Walker, Walker, George Bush et Bush.
Pour les autres membres de la famille, voir Famille Bush.
Ne pas confondre avec George W. Bush, son fils.
George Herbert Walker Bush /d͡ʒɔɹd͡ʒ ˈhɝbɚt wɔkɚ bʊʃ/, généralement appelé George H. W. Bush ou simplement George Bush, voire George Bush père, né le 12 juin 1924 à Milton (Massachusetts) et mort le 30 novembre 2018 à Houston (Texas), est un homme d'État américain. Membre du Parti républicain, il est le 43e vice-président des États-Unis (en fonction du 20 janvier 1981 au 20 janvier 1989) et le 41e président du pays (du 20 janvier 1989 au 20 janvier 1993).
Élu à la Chambre des représentants des États-Unis pour le Texas en 1966, il est nommé ambassadeur américain aux Nations unies en 1971 par le président Richard Nixon. Il est par la suite chef de liaison en Chine populaire, puis est promu directeur de la CIA en 1976.
Il se présente aux primaires présidentielles du Parti républicain américain de 1980, où il est battu par Ronald Reagan. Mais celui-ci le choisit comme colistier aux élections présidentielles de 1980 et 1984, ce qui permet à George Bush d'être vice-président des États-Unis de 1981 à 1989.
Après avoir défait le démocrate Michael Dukakis à l'élection présidentielle de 1988, il succède à Reagan à la présidence. Concomitant de la fin de la guerre froide, son mandat est marqué par sa politique étrangère interventionniste — principalement avec la guerre du Golfe et l'invasion du Panama — mais aussi par la négociation de l'ALENA et son soutien pour la réunification allemande. En politique intérieure, il s'est dédit sur une promesse électorale de ne pas augmenter les impôts et fait face à la récession du début des années 1990. En outre, il parvient à promulguer trois lois bipartites, l'Americans with Disabilities Act, les amendements au Clean Air Act de 1990, et l'Immigration Act of 1990 (en). Candidat à sa réélection lors de l'élection présidentielle de 1992, il est battu par Bill Clinton.
Après avoir quitté la présidence en 1993, il s'engage dans des activités humanitaires. Patriarche de la famille Bush, il voit son fils George W. Bush devenir à son tour président des États-Unis, de 2001 à 2009. Son autre fils Jeb Bush se présente sans succès aux primaires présidentielles républicaines de 2016.

## Situation personnelle

### Origines
George Bush est le fils de Dorothy Walker et de son mari Prescott Bush, sénateur républicain modéré du Connecticut et homme d'affaires qui construit la fortune familiale dans la banque et la finance.

### Seconde Guerre mondiale

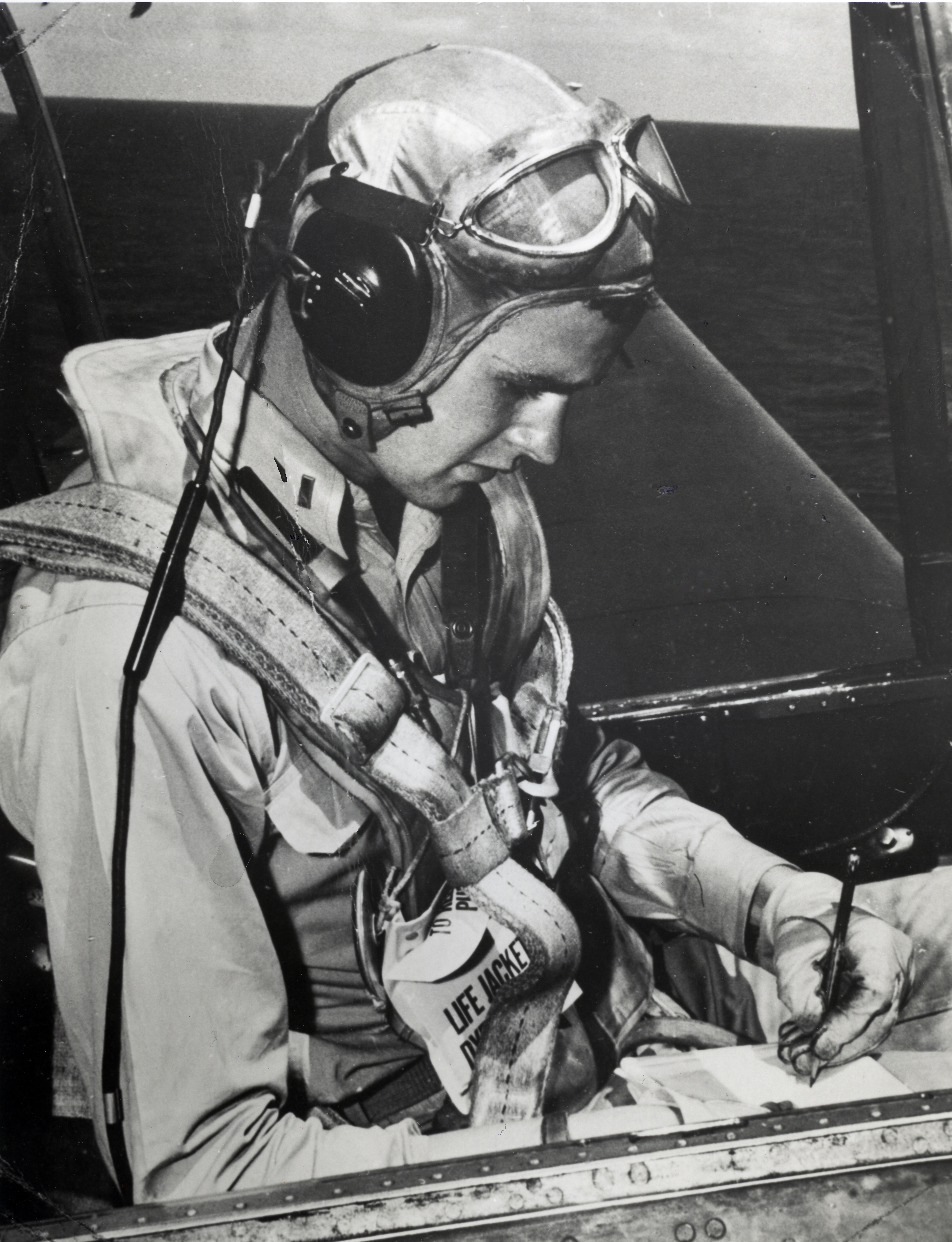
George Bush, pilote de bombardier torpilleur durant la guerre du Pacifique.

George Bush grandit à Greenwich au Connecticut et fait ses études à la Phillips Academy à Andover, dans le Massachusetts, de 1936 à 1942. Il est capitaine de l'équipe de baseball et membre d'une fraternité très fermée, la Auctoritas, Unitas, Veritas (Autorité, unité, vérité). Mais, bien qu'admis à l'université Yale, il décide à la suite de l'attaque de Pearl Harbor en 1941 de s'engager le 12 juin 1942, au lendemain de son baccalauréat, dans l'US Navy, dont il est alors le plus jeune pilote.
Il effectue cinquante-huit missions aériennes dans le Pacifique au cours desquelles il est abattu à quatre reprises et quatre fois secouru. La dernière fois, le 2 septembre 1944, alors qu'il sert sur le porte-avions USS San Jacinto, son Grumman TBF Avenger est atteint par la défense anti-aérienne japonaise. Il est l'unique survivant secouru par le sous-marin USS Finback, les huit autres aviateurs ayant sauté de leurs avions seront capturés et exécutés par les Japonais. À la suite de ce dernier incident, il est démobilisé. Ainsi, reçut-il, durant la Seconde Guerre mondiale, de nombreuses décorations, dont la Distinguished Flying Cross, l'Asiatic-Pacific Campaign Medal et la World War II Victory Medal.

### Formation
Après la guerre, George Bush entre à l'université Yale où il rejoint la fraternité Delta Kappa Epsilon et est, tel son père Prescott Bush (1917) puis son fils George W. Bush (1968), admis en 1948 dans la très secrète Skull and Bones Society ce qui lui permet d'initier la construction d'un solide réseau politique. Il sort diplômé (BA) en économie en 1948.

### Vie familiale
George Bush épouse Barbara Pierce le 6 janvier 1945. Ensemble, ils ont six enfants : George W. Bush, Robin (morte à l'âge de 3 ans des suites d'une leucémie), John (Jeb), Neil, Marvin et Dorothy. Suivant les traces de son père et de son grand-père en politique, George Walker est élu gouverneur du Texas en 1995 et président des États-Unis en 2000. John, quant à lui, fait fortune dans l'immobilier et est élu gouverneur de Floride en 1999. Barbara Bush meurt en avril 2018.

### Carrière professionnelle
Après la guerre, George Bush se lance dans l'industrie du pétrole au Texas et fonde la Zapata Petroleum Company en 1953, avec un ancien agent de la CIA, Thomas J. Devine. Il travaille pour la société Dresser Industries (en) qui fusionne en 1998 avec la société Halliburton Energy Services dont Dick Cheney, qui deviendra son ministre de la Défense, était à l'époque le président-directeur général. Après avoir quitté la CIA en 1977, Georges H. W Bush devint un des dirigeants des laboratoires pharmaceutiques Eli Lilly et membre du conseil d'administration ; à ce sujet, en tant que vice-président (à partir de 1981) il a activement défendu les intérêts des industriels pharmaceutiques au travers, notamment, du Texas Medication Algorithm Project.
Atteint de parkinsonisme vasculaire, il se déplace en fauteuil roulant ou fauteuil électrique à partir de 2012.

## Ascension politique

### Débuts
Son premier engagement en politique date de juin 1940, lorsqu’il assiste au discours d'Henry Lewis Stimson, secrétaire à la Guerre du président Roosevelt, venu à la Phillips Academy parler du chancelier Adolf Hitler et du rôle que devraient tenir les États-Unis dans la défense des démocraties occidentales.

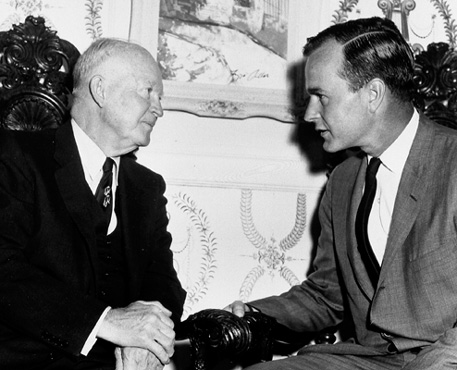
Dwight D. Eisenhower et George Bush.

En 1964, George Bush entre en politique en se présentant contre le sénateur démocrate Ralph Yarborough au Texas. Sa campagne est notamment axée sur le vote de Yarborough en faveur du Civil Rights Act de 1964, auquel tous les politiciens du sud des États-Unis se sont opposés. Il taxe Yarborough d'extrémiste et de démagogue gauchiste, celui-ci se défend en le taxant d'opportuniste. Bush perd sa première élection lors de la défaite républicaine de 1964.

### Représentant des États-Unis pour le Texas
Il est finalement élu en 1966 et réélu 1968 à la Chambre des représentants dans le 7e district du Texas. Durant ses mandats, il est perçu comme un centriste et vote en faveur du Voting Rights Act prévoyant l'abaissement à dix-huit ans de l'âge requis pour le droit de vote. En 1970, il est candidat au Sénat des États-Unis avec James Baker comme directeur de campagne. Cependant, il échoue dans sa tentative face au candidat démocrate Lloyd Bentsen. Il se retrouve alors sans fonction élective.

### Ambassadeur des États-Unis aux Nations unies
En 1971, Richard Nixon le nomme ambassadeur des États-Unis aux Nations unies. Son choix est unanimement approuvé par les sénateurs. C'est à ce poste qu'il expose un projet d'une force internationale visant à garantir la paix au Proche-Orient et s'oppose à ce que le régime de Pékin occupe le siège de la Chine, au détriment du gouvernement de Taïwan.
Tout au long des années 1970, sous les présidences de Richard Nixon et Gerald Ford, il occupe de nombreux autres postes politiques, dont ceux de président du Comité national républicain (Republican National Committee) en 1973, d'envoyé des États-Unis en république populaire de Chine en 1974-1975.

### Directeur de la CIA
Entre janvier 1976 et janvier 1977, George Bush est directeur du Renseignement central. À cette occasion, il restaure le moral du personnel très atteint par les suites du scandale du Watergate et les investigations de la Commission Church. Il rencontre régulièrement Jimmy Carter, d'abord comme candidat, ensuite comme président-élu, pour l'informer de l'état du monde. Lors du scandale du Watergate, il est par ailleurs soupçonné, parmi d'autres, d'être « Gorge profonde », le fameux indicateur des deux journalistes du Washington Post qui ont mis l'affaire au grand jour.
En 1977, après l'élection du démocrate Jimmy Carter à la présidence, George Bush décide de se mettre pour quelque temps en retrait des affaires politiques et de prendre la présidence du comité exécutif de la First International Bank (en) à Houston, poste qu'il occupe jusqu'en 1979.
Les responsabilités exercées comme représentant à l'ONU, à Pékin puis à la tête de la CIA, lui confèrent une excellente expérience internationale qui le crédibilisera en 1980 aux yeux de Ronald Reagan pour être son vice-président.

### Vice-président des États-Unis

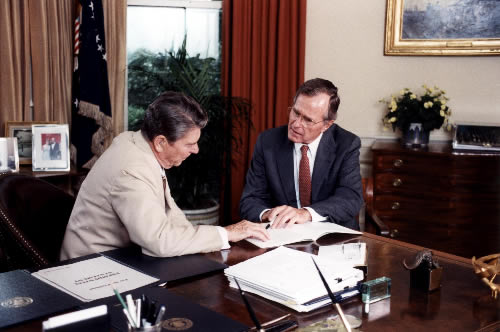
George Bush et Ronald Reagan en 1984.

En mai 1979, George Bush est candidat aux élections primaires républicaines de 1980 face à Ronald Reagan. Il doit vite s'incliner face à l'ancien gouverneur de Californie. Celui-ci, après avoir hésité, notamment en faveur de Gerald Ford, choisit finalement George Bush comme colistier pour le poste de vice-président, car il estime qu'il pouvait être un compagnon précieux ; républicain modéré, il pouvait apporter son expérience internationale auprès des Nations unies et de la Chine, ainsi qu'une vision de l'intérieur de la CIA.
Ronald Reagan est élu président face à Jimmy Carter. En janvier 1981, George Bush entre à ses côtés à la Maison-Blanche en tant que vice-président.
En 1981, George Bush est le premier vice-président à assurer un intérim pour la présidence lorsque Ronald Reagan est victime d'une tentative d'assassinat par un déséquilibré. Cet intérim se renouvelle en 1985, lorsque Reagan est opéré pour un cancer du côlon.
Ronald Reagan est réélu pour un second mandat le 6 novembre 1984, remportant 49 États (525 grands électeurs) et 58 % du vote populaire contre un seul État et 41 % du vote populaire à Walter Mondale.

## Élection présidentielle de 1988

### Investiture républicaine et campagne
Le 12 octobre 1987, George Bush annonce sa candidature à la succession de Ronald Reagan. Soutenu par ce dernier, il remporte les primaires républicaines face au sénateur du Kansas Bob Dole et au pasteur Pat Robertson. Il est investi à la convention républicaine de La Nouvelle-Orléans, le 18 août 1988, et choisit pour candidat à la vice-présidence le sénateur de l'Indiana Dan Quayle.

### Victoire à l'élection générale
Le ticket républicain est opposé au démocrate, formé de Michael Dukakis, gouverneur du Massachusetts, et de colistier, Lloyd Bentsen, sénateur du Texas. Le 8 novembre 1988, George Bush remporte l'élection présidentielle, obtenant 426 grands électeurs et 53,4 % du vote populaire. Il est proclamé président des États-Unis par le Congrès le 8 janvier 1989, après l'officialisation des résultats du collège de grands électeurs. Dans l'histoire politique moderne des États-Unis, il est le seul candidat à maintenir son parti au pouvoir après deux mandats de suite (en l'occurrence, ceux de Ronald Reagan).

## Président des États-Unis

### Investiture et débuts

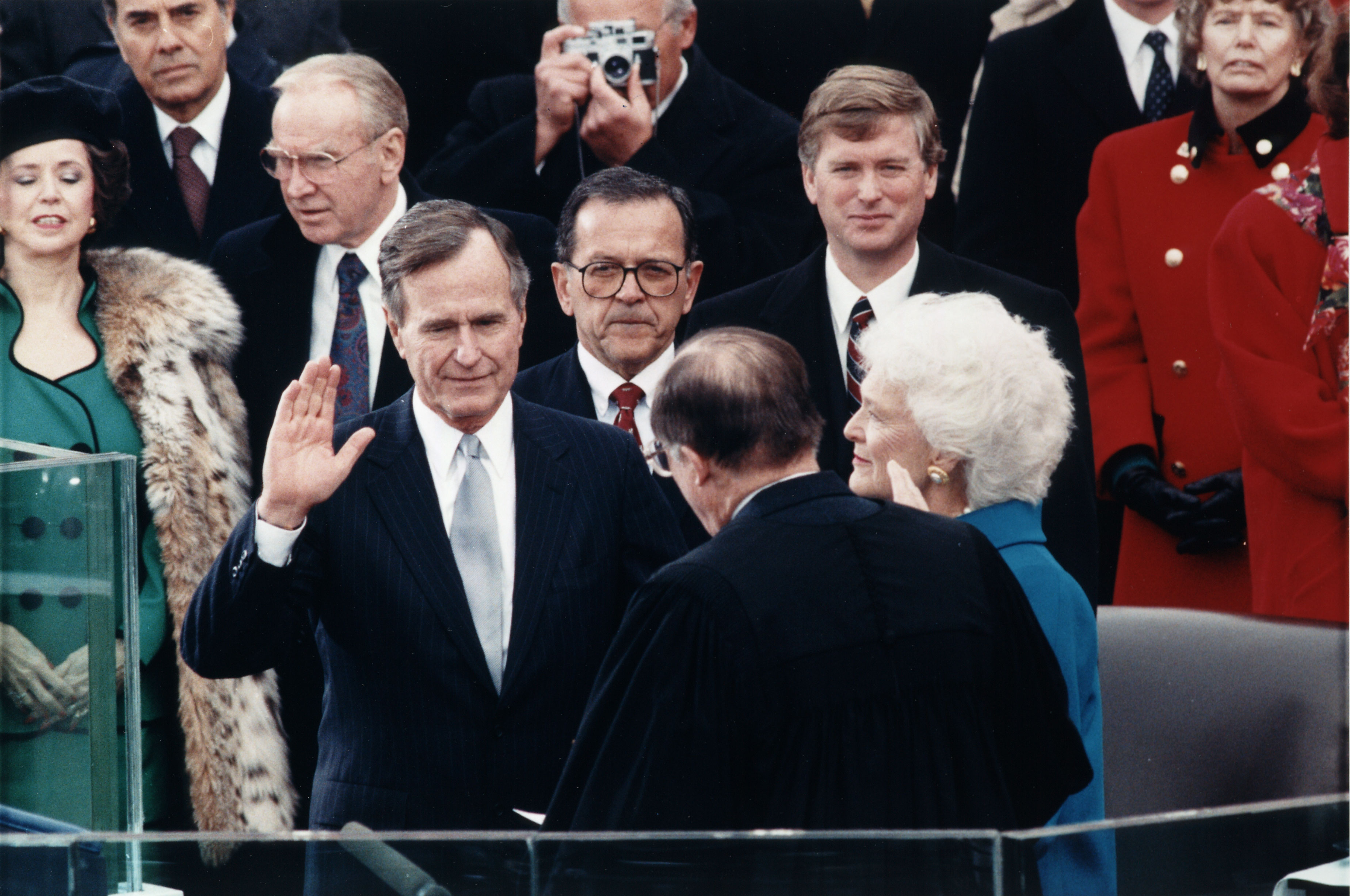
George Bush prêtant serment lors de son investiture, le 20 janvier 1989.

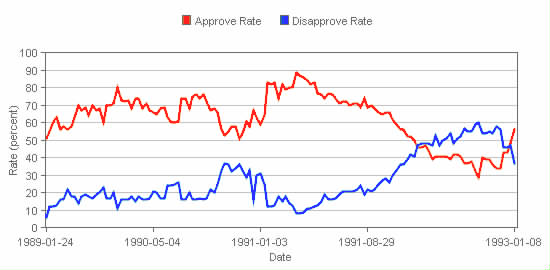
Cote de popularité de George Bush durant sa présidence.

George Bush est investi le 20 janvier 1989 sur les marches du Capitole, à Washington, D.C., comme 41e président des États-Unis (d’où l’un de ses surnoms, « Bush 41 »). Il poursuivit la politique menée par son prédécesseur, Ronald Reagan, en particulier en matière de politique étrangère.

### Réformes économiques
Lorsque George Bush devient président des États-Unis, le budget du pays est déficitaire du fait de la politique étrangère de Ronald Reagan, qui avait relancé la course aux armements pour revenir à hauteur de l'Union soviétique, et de sa baisse massive de la fiscalité : le déficit s'établit ainsi à 220 milliards en 1990.
Il tente de convaincre le Congrès des États-Unis, à majorité démocrate, de réduire les dépenses fédérales sans pour autant augmenter les impôts. Mais le Congrès l'oblige à accroître les dépenses fédérales, avec une augmentation légère des impôts. Ce compromis lui aliène le soutien des républicains conservateurs, qui lui reprochent de revenir sur sa promesse électorale de 1988 de ne pas augmenter la pression fiscale (« Read my lips: no new taxes »).
Au même moment, il doit gérer les conséquences financières de la grave crise des caisses d'épargne. En 1992, 7,8 % de la population active américaine est au chômage.
De façon générale, il lui est reproché de négliger la politique intérieure pour la politique étrangère, et ses plans pour sortir le pays de la récession économique divisent au sein de son propre parti. Il déclare d'ailleurs en 1990 qu'il trouve la politique étrangère plus importante, ce qui accentue la perte de ses soutiens.

### Politique sociétale

#### Réformes du droit civil
Son mandat sur le plan intérieur est aussi marqué par une réforme du droit civil en faveur des personnes handicapées, l'accroissement des fonds publics destinés à l'éducation et la protection de l'enfance et dans l'adoption du Clean Air Act pour lutter contre la pollution.

#### Nominations à la Cour suprême
George Bush a également l'occasion de nommer deux juges à la Cour suprême des États-Unis (David Souter et Clarence Thomas).
L'aggravation de l'insécurité, la forte augmentation des crimes constatés sur le territoire (+ 20 %) durant son mandat, les graves émeutes de Los Angeles en 1992 et l'absence de réponse claire de l’administration accentueront encore l'impopularité du président et la perte du soutien des républicains conservateurs.

#### Accord de libre-échange

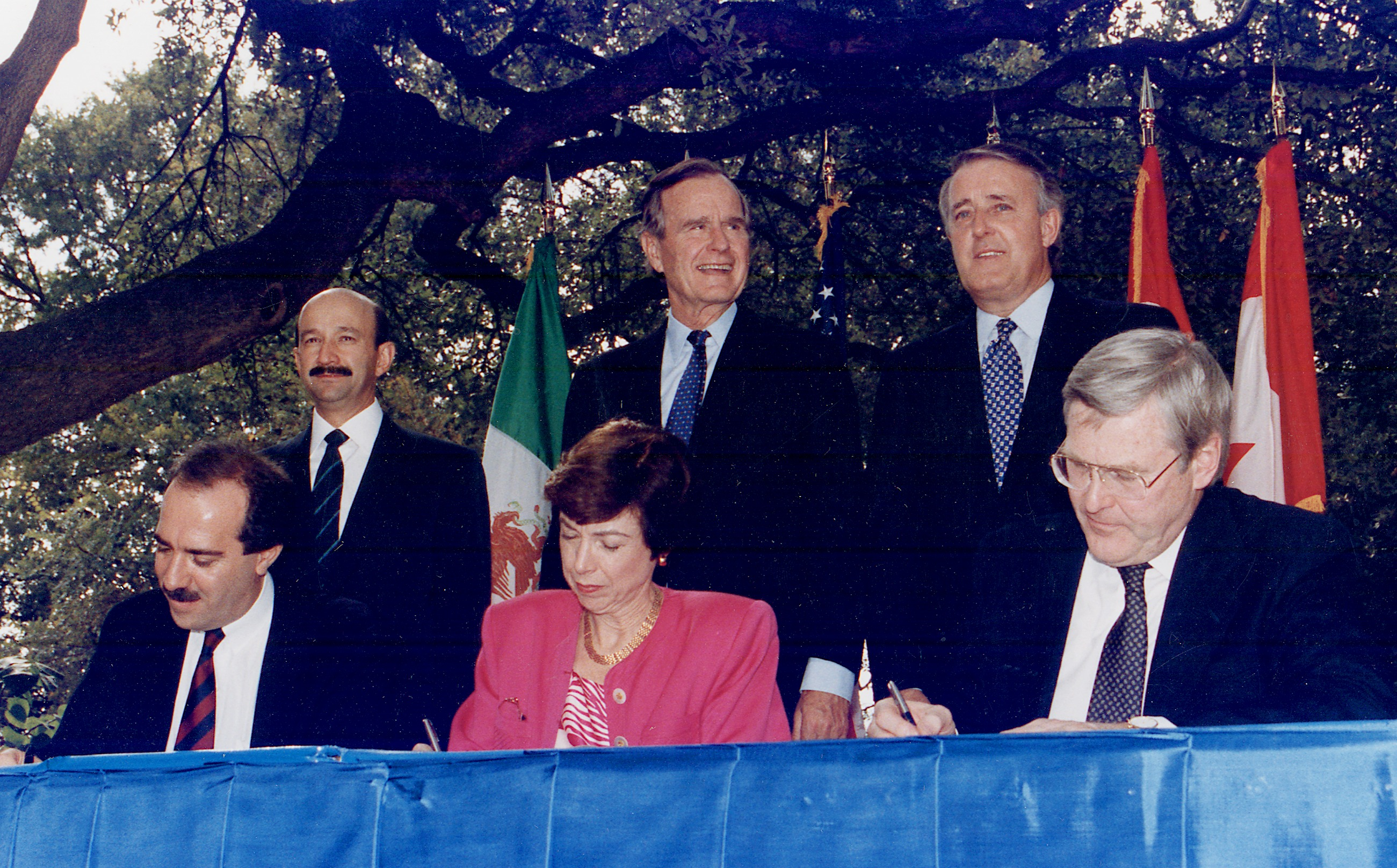
Signature de l'accord de libre échange nord-Américain.

George Bush conclut avec le Canada et le Mexique un Accord de libre-échange nord-américain (ALENA), qui entre en vigueur le 1er janvier 1994.

#### Action environnementale
En 1989, alors que les ministres de l’Environnement d'une soixantaine de pays se réunissaient pour la première fois afin de définir un cadre permettant de préparer un traité juridiquement contraignant pour lutter contre le réchauffement climatique, George H. W. Bush et son gouvernement font avorter l'accord pour défendre leurs intérêts économiques. Finalement, la convention climat de l’ONU, signée en 1992, ne comporte pas de contraintes, calendrier ou objectifs chiffrés d’émissions de gaz à effet de serre. Les membres du Conseil économique du président Bush se montrent par la suite résolument opposés à une politique de réduction d’émissions de gaz à effet de serre.

### Interventionnisme

#### Chute du mur de Berlin
En 1989, la chute du mur de Berlin marque un premier pas vers la fin de la guerre froide entre les États-Unis et l'URSS. George Bush soutient la marche vers la réunification allemande, tout en maintenant le dialogue avec Mikhaïl Gorbatchev et en poursuivant la baisse du stock d'armes nucléaires des États-Unis.

#### Intervention au Panama
En décembre 1989, George Bush autorise une intervention militaire américaine au Panama pour destituer le président Manuel Noriega, dont le régime menace les intérêts américains. Celui-ci, d'abord réfugié à l'ambassade du Vatican, se livre finalement et est ramené en Floride pour y être jugé et emprisonné pour trafic de drogue et corruption.

#### Intervention en Irak

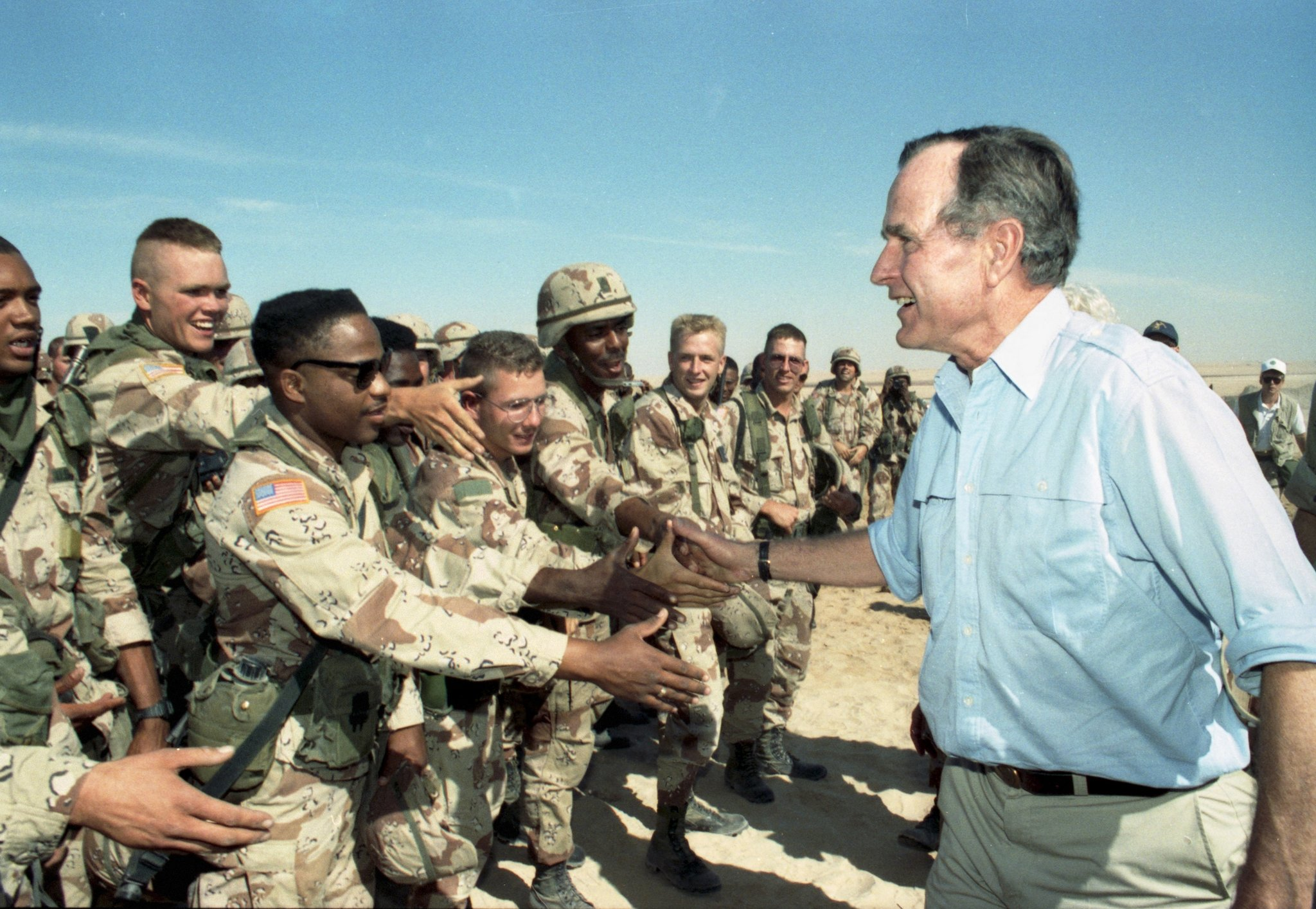
George Bush rendant visite aux troupes stationnées en Arabie saoudite en novembre 1990.

Lorsque le 2 août 1990, l'Irak, gouverné par Saddam Hussein, envahit l'émirat voisin du Koweït, le gouvernement Bush réagit alors avec la plus grande fermeté. Avec l'aval du Congrès et des Nations unies, George Bush envoie des troupes dans le Golfe et convainc les dirigeants saoudiens d'accepter sur leur sol des forces défensives nord-américaines. D'une formation défensive, la coalition passe à l'offensive après quelques mois d'embargo économique total sur l'Irak destiné à faire plier le raïs irakien.
L'opération Tempête du désert débute dans la nuit du 16 au 17 janvier 1991 avec pour but de prévenir l'invasion de l'Arabie saoudite. Cette première guerre du Golfe contre l'Irak est alors une vaste opération armée menée sous l'égide de l'ONU.
Après un mois de bombardements intenses, l'offensive terrestre ne dure que quelques jours et des centaines de milliers de soldats irakiens sont faits prisonniers. L'opération est un succès pour la coalition. Cette dernière ne soutient toutefois pas les insurgés qui menacent alors le pouvoir de Saddam Hussein, déstabilisé par sa défaite au Koweït. Craignant vraisemblablement une trop grande instabilité dans cette région exportatrice d'hydrocarbures et l'éclatement de l'Irak, la communauté internationale laisse faire la répression menée par les troupes baasistes à l'encontre des populations Kurdes et des chiites. Une zone d’exclusion aérienne dans les territoires kurdes du nord du pays est néanmoins placé sous couverture aérienne de la coalition. En août 1992 une autre zone d’exclusion aérienne est mise en place dans le sud de l'Irak.
Les partisans de la destitution de Saddam Hussein reprocheront alors à George Bush de ne pas avoir poursuivi jusqu'à Bagdad afin de renverser le dictateur irakien, En 1998, cinq ans avant le déclenchement de la guerre en Irak par son fils George W. Bush, il répondra à ces critiques expliquant dans un livre intitulé un monde transformé co-écrit avec son ancien conseiller à la sécurité nationale Brent Scowcroft que l'invasion de l'Irak « aurait eu un coût humain et financier incalculable ». Par ailleurs, le mandat que la coalition avait reçu de l'ONU ne prévoyait pas une invasion militaire de l'Irak et un changement de régime par la force armée à Bagdad.
L'administration Bush s'inquiétait également des événements qui se déroulaient dans les Balkans et qui menaçaient gravement leur stabilité.

#### Éclatement de l'URSS

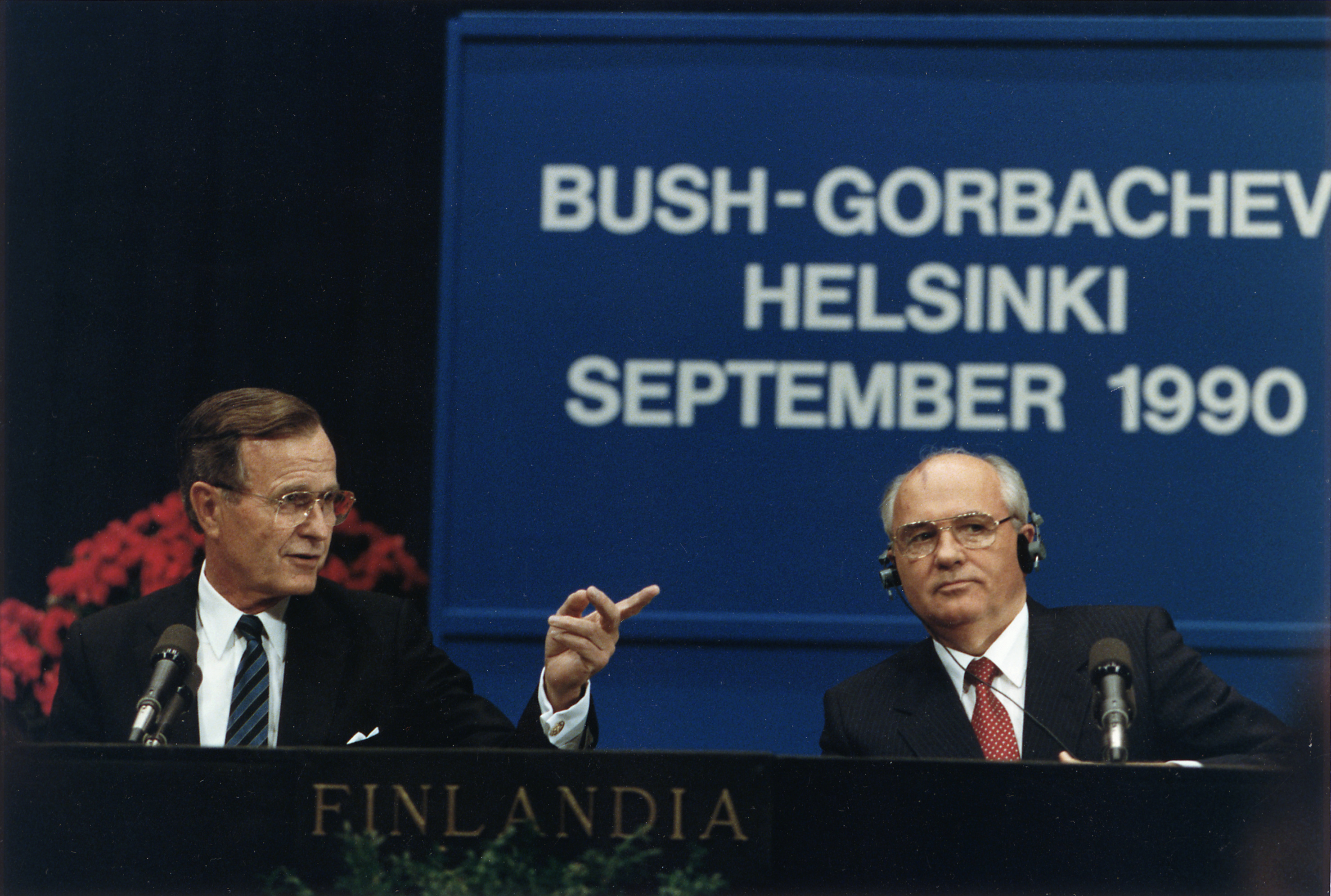
George Bush et Mikhaïl Gorbatchev en septembre 1990.

Quelques mois plus tard, en août 1991, lors du putsch de Moscou en Union soviétique et la séquestration en Crimée de Mikhaïl Gorbatchev, George Bush apporte immédiatement son soutien au président russe Boris Eltsine, immédiatement suivi par le Royaume-Uni, alors que Helmut Kohl en Allemagne apporte son soutien à Gorbatchev et que la France par l'entremise de François Mitterrand reste dans l'expectative, allant même dans un premier temps vouloir attendre les intentions des « nouveaux dirigeants » soviétiques reconnaissant de facto le gouvernement issu du putsch.
La crise se dénoue finalement par la fuite des putschistes et l'implosion de l'URSS privant les États-Unis de leur ennemi légendaire, donnant naissance, selon George Bush, à un « nouvel ordre mondial » (New World Order) dans lequel les États-Unis, de facto l'unique superpuissance mondiale, doivent commencer à redéfinir leur rôle. Cette tâche ardue n'était pas achevée dans sa totalité à la fin du mandat de George Bush.
Dans cet esprit, George Bush se rend à Kiev et plaide devant le Parlement ukrainien (la Rada) le maintien de l'Ukraine dans une Union soviétique rénovée et décentralisée.
Lors de l'annonce de l'initiative nucléaire présidentielle du 17 septembre 1991, il annonce l'élimination des armes nucléaires tactiques et le retrait des ogives nucléaires américaines à l'étranger hormis quelques centaines de bombes pour avions qui restent sur des bases de l'USAFE dans quelques pays européens de l'OTAN.

### Élection présidentielle de 1992

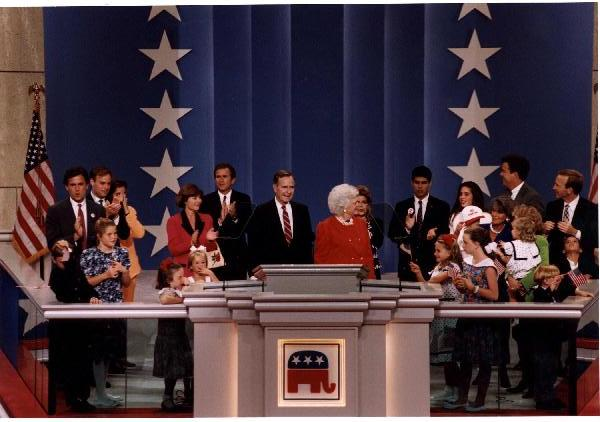
La famille Bush en 1992.

George Bush remporte facilement les primaires républicaines de 1992, devançant notamment Pat Buchanan. Il est formellement désigné candidat à l'élection présidentielle lors de la convention républicaine qui se tient à Houston du 17 au 20 août 1992. Dan Quayle est à nouveau son colistier à la vice-présidence. Il met en avant son bilan en matière de politique étrangère.
Mais l'économie s'impose comme le thème principal de la campagne et sa candidature souffre de sa politique économique, des républicains lui reprochant de ne pas avoir tenu ses promesses électorales au sujet de la fiscalité. En parallèle, le discours de Pat Buchanan sur la guerre des cultures et la prise de position du président du parti amènent des républicains modérés à opter pour le candidat démocrate, Bill Clinton. Le fait que le pays ait un président républicain depuis 1981 joue également en sa défaveur.
Le 3 novembre 1992, Bill Clinton remporte l'élection présidentielle avec 370 grands électeurs et 43 % du suffrage populaire, l'emportant dans des États dans lesquels était ancré le Parti républicain (Colorado, Maine, Maryland, Montana, Nevada, Nouveau-Mexique, Vermont). George Bush obtient 168 grands électeurs et 37,4 % du suffrage populaire. Le 20 janvier 1993, George Bush quitte la Maison-Blanche et Bill Clinton lui succède.

## Après la Maison-Blanche

### Activités professionnelles

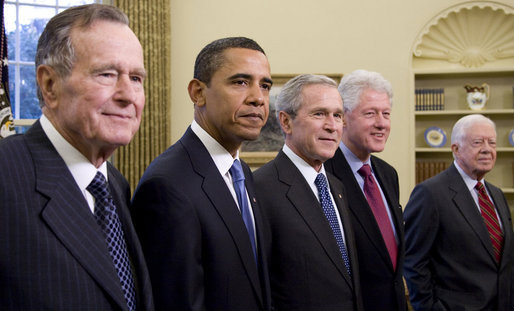
George H. W. Bush, Barack Obama, George W. Bush, Bill Clinton et Jimmy Carter (2009).

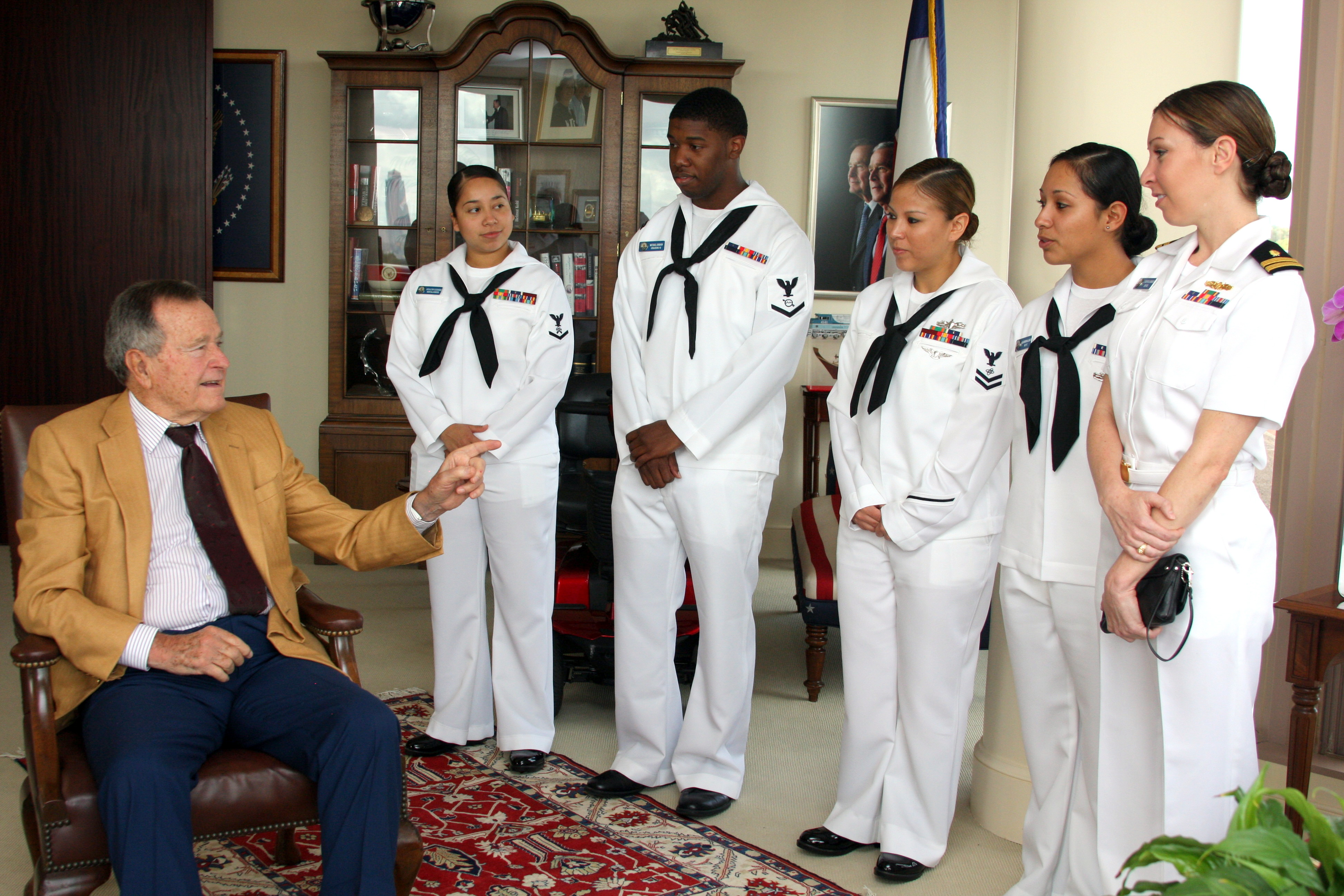
George Bush avec des marins affectés au porte-avions portant son nom (2012).

Après son départ de la Maison Blanche, George Bush continue d'exercer diverses responsabilités professionnelles. Il est notamment conseiller spécial du groupe Carlyle, un des principaux fournisseurs du Pentagone.

### Déclarations publiques
Relativement discret sur la scène internationale, il continue à faire des apparitions publiques. Ainsi, le 11 juin 2004, il prononce un discours aux funérailles de Ronald Reagan. Par ailleurs, malgré leurs différends politiques, George Bush est devenu proche de Bill Clinton, avec qui il apparaît lors de spots télévisés pour promouvoir l'aide aux victimes du tsunami de 2004 dans l'océan Indien, puis à la suite de l'ouragan Katrina de 2005,.
En février 2008, il apporte son soutien au sénateur John McCain dans la course à la présidence des États-Unis, ce qui provoque un sursaut dans la campagne du sénateur de l'Arizona à un moment où celui-ci faisait face à des critiques au sein du parti. Hostile à Donald Trump, il se prononce pour la démocrate Hillary Clinton à l'élection présidentielle de 2016,,. Hospitalisé avec sa femme au Texas, il est absent de l'investiture de Donald Trump.

### Accusations d’attouchements sexuels
Dans le contexte des révélations qui suivent l'affaire Harvey Weinstein, il est accusé d'attouchements sexuels par huit femmes, dont une mineure. Il présente des excuses publiques pour son comportement.

### Longévité, mort et obsèques nationales
Le 25 novembre 2017, George H. W. Bush bat le record de longévité de Gerald Ford, devenant à 93 ans le président américain le plus âgé de l'histoire. Jimmy Carter le dépasse quelques mois plus tard.
Le 30 novembre 2018, l'ancien président George Bush meurt à son domicile, à l'âge de 94 ans. Le président Donald Trump décrète une journée de deuil national le 5 décembre.

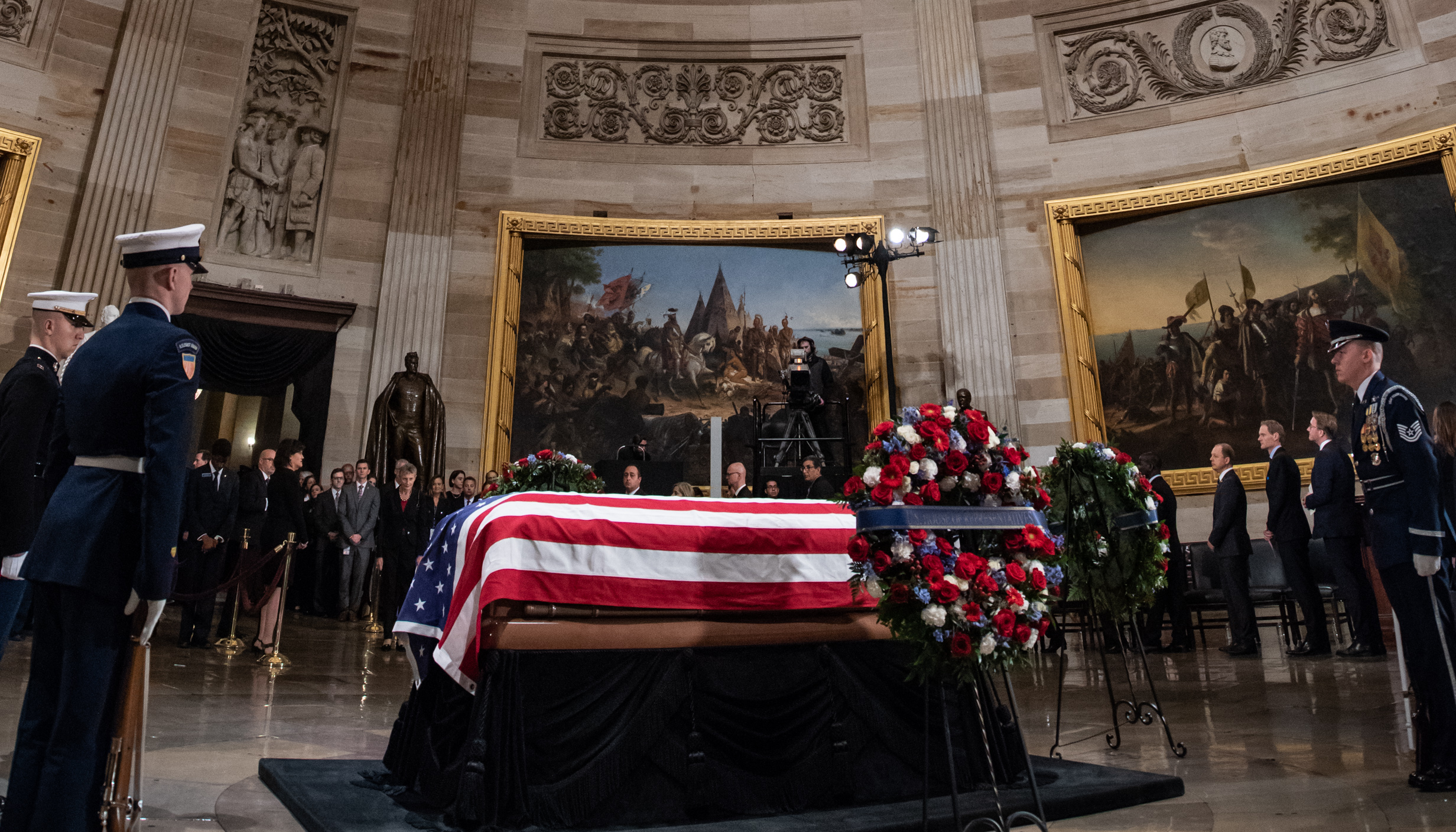
Cercueil de George H. W. Bush, exposé au Capitole.

Le public peut se recueillir devant sa dépouille, dans la rotonde du Capitole. Une cérémonie en la cathédrale nationale de Washington a ensuite lieu en présence de Donald Trump, de nombreuses personnalités politiques américaines et dirigeants étrangers. Le 6 décembre, après un office religieux qui se déroule en l'église épiscopalienne Saint-Martin de Houston, George H.W. Bush est inhumé en la George Bush Presidential Library and Museum.

## Décorations

### Décorations américaines
- Médaille présidentielle de la Liberté, 1re classe
- Presidential Unit Citation
- Distinguished Flying Cross
- Ellis Island Medal of Honor
- Air Medal
- World War II Victory Medal
- Asiatic-Pacific Campaign Medal

### Décorations étrangères
- Grand-croix de l’ordre du Mérite de la République fédérale d'Allemagne
- Collier de l'ordre du roi Abdelaziz, Arabie Saoudite
- Membre de 1re classe de l'ordre de la Croix de Terra Mariana, Estonie
- Grand-croix de l'ordre du Mérite, Hongrie
- Membre de 1re classe de l'ordre de l'Amitié, Kazakhstan
- Collier l'ordre de Mubarak le Grand, Koweït
- Grand-croix de l'ordre du Mérite de la république de Pologne
- Chevalier commandeur de l'ordre du Bain, Royaume-Uni
- Chevalier commandeur de l'ordre de l'Empire britannique, Royaume-Uni
- Médaille du jubilé des 60 ans de la victoire dans la grande guerre patriotique 1941-1945, Russie
- Grand-croix de l'ordre du Lion blanc, République tchèque
- Grand-croix pro Merito Melitensi de l'ordre souverain de Malte, Vatican

## Distinctions
- Docteur honoris causa de l'université de Nankin
- Docteur honoris causa de l'université d'État de l'Ohio
- Docteur honoris causa de l'université Bar-Ilan.
- Doctorat honoris causa de l'université Harvard[42]

## Publications
- (en) Boutros Boutros-Ghali, Jimmy Carter, Mikhaïl Gorbatchev et Desmond Tutu, Essays on Leadership, Washington, Carnegie Commission on Preventing Deadly Conflict, 1998
- À la Maison Blanche : 4 ans pour changer le monde, Paris, Odile Jacob, 1999 (présentation en ligne)
- Journal d'un président : 1942-2005 (trad. de l'anglais), Paris, Odile Jacob, 2005, 837 p. (ISBN 2-7381-1673-6, lire en ligne)
- (en) My Life in Letters and Other Writings, New York, Scribner Book Company, 2013

### Cinéma
- 1991 : Y a-t-il un flic pour sauver le président ?, de David Zucker, joué par John Roarke
- 1996 : Les Simpson, dans l'épisode 13 de la saison 7 : Deux mauvais voisins
- 2008 : W. : L'Improbable Président, d'Oliver Stone, joué par James Cromwell